# Reuben sandwich
Il Reuben sandwich è un panino statunitense con pane di segale grigliato, manzo sotto sale (corned beef), formaggio svizzero americano, crauti e salsa russa.

## Storia

### Origini
Esistono più persone che si attribuiscono l'invenzione del Reuben sandwich. Secondo una teoria, in un periodo compreso fra il 1920 e il 1935, un droghiere ebreo di origine lituana residente a Omaha di nome Reuben (o "Reubin") "Kay" Kulakofsky, ordinò un panino fatto con carne in scatola e crauti mentre faceva la sua partita di poker settimanale al Blackstone Hotel. Fra i partecipanti, che si soprannominarono "il comitato", vi era anche il proprietario dell'albergo Charles Schimmel. Il figlio di quest'ultimo, che lavorava in cucina, avrebbe fatto un Reuben sandwich usando il pane di segale e aggiungendovi, oltre agli ingredienti richiesti, il formaggio svizzero americano e la salsa Thousand Island. Il Reuben sandwich avrebbe guadagnato un primo momento di notorietà dopo essere stato inserito nel menù dell'albergo, per poi divenire celebre in tutti gli Stati Uniti quando Schimmel vinse un concorso culinario nazionale grazie alla sua pietanza.
Altri resoconti vogliono che il creatore del Reuben sandwich sia in realtà Arnold Reuben, tedesco di origini ebree, e proprietario del Reuben's Delicatessen di New York, che fu attivo dal 1908 al 2001. Stando a quanto egli disse in un'intervista di Craig Claiborne, Reuben creò il Reuben Special intorno al 1914. Nel suo Broadway Heartbeat: Memoirs of a Press Agent (1953), il critico Bernard Sobel afferma che il panino venne creato sul momento per l'attrice Marjorie Rambeau.
Una terza versione vuole che il sandwich fosse stato preparato da Alfred Scheuing, chef del Reuben's Delicatessen, per il figlio di Arnold Reuben, Arnold Jr., durante gli anni trenta.

### Oggi
A Omaha, il 14 marzo, si festeggia il Reuben Sandwich Day.
Il panino risulta essere uno dei più apprezzati degli USA.

## Alimenti simili e varianti
- Negli USA esistono molte varianti del Reuben sandwich, fra cui il Walleye Reuben di pesce,[8] il Rachel sandwich, che rimpiazza il corned beef con il pastrami o la carne di tacchino,[9] e il Reuben egg rolls, che contiene le uova.[10] Esistono anche versioni kosher e vegetariane del piatto.[1][11]
- Il simile corned beef sandwich contiene la carne salata, i cetriolini sottaceto e la senape.